# Abierto de Australia 2002
El Abierto de Australia 2002 fue un torneo de tenis celebrado en las pistas de superficie dura del Melbourne Park, situado en Melbourne (Australia). Marcelo Ríos registró el golpe «devolución en 360º». Marat Safin jugó la final con resaca por comenzar a celebrar su cumpleaños el día anterior, según Daniel Köllerer.
Lista de los campeones:

## Seniors

### Individual masculino
Thomas Johansson vence a  Marat Safin, 3-6, 6-4, 6-4, 7-6(4) 

### Individual femenino
Jennifer Capriati¹ vence a  Martina Hingis, 4-6, 7-6(7), 6-2

### Dobles masculino
Mark Knowles /  Daniel Nestor vencen a  Michael Llodra /  Fabrice Santoro, 7-6(4), 6-3

### Dobles femenino
Martina Hingis /  Anna Kournikova vencen a  Daniela Hantuchová /  Arantxa Sánchez Vicario, 6-2, 6-7, 6-1

### Dobles mixto
Daniela Hantuchová /  Kevin Ullyett vencen a  Paola Suárez /  Gastón Etlis, 6-3, 6-2
¹ Salva varios match points en la muerte súbita del segundo set.

## Juniors

### Individual masculino
Clement Morel vence a  Todd Reid, 6-4, 6-4

### Individual femenino
Barbora Strýcová vence a  María Sharápova, 6-0, 7-5

### Dobles masculino
Ryan Henry /  Todd Reid vencen a  Florian Mergea /  Horia Tecau, W/O

### Dobles femenino
Gisela Dulko /  Angelique Widjaja vencen a  Svetlana Kuznetsova /  Matea Mezak, 6-2, 5-7, 6-4